# Kismánya
Kismánya (szlovákul Malá Maňa) Mánya településrésze, korábban önálló falu Szlovákiában, a Nyitrai kerületben, az Érsekújvári járásban.

## Fekvése
Érsekújvártól 20 km-re északkeletre, a Zsitva jobb partján fekszik.

## Története
Mányát 1237-ben említik legkorábban, de Kismánya csak 1375-ben szerepel először írott forrásban "Kysmana" alakban. A galgóci uradalomhoz tartozott, 1386-tól a gímesi uradalom része, majd a 16. századtól kisnemeseké. A 15. században vámszedési joga volt. 1787-ben 64 házában 379 lakos élt. 1828-ban 79 háza és 548 lakosa volt, akik főként mezőgazdasággal foglalkoztak. 1876-ban a Zsitva völgyi településeket is árvíz sújtotta, a falu is károkat szenvedett. 1905-ben cserépgyár üzemelt a településen.
Vályi András szerint "Kis Mánya. Magyar falu Nyitra Várm. földes Urai több Urak, lakosai katolikusok, fekszik Szent Mihályhoz közel, mellynek filiája, határja középszerű."
Fényes Elek geográfiai szótárában "Mánya (Kis), magyar falu, Nyitra vmegyében, a Zsitva vize mellett: 275 kath., 152 ref., 45 zsidó lak. Határa jó termékeny; rétjei elegendők, van nádas kaszállója is. Van itt reform. anyaszentegyház. F. u. többen. Ut. p. Verebély."
A trianoni békeszerződésig Nyitra vármegye Érsekújvári járásához tartozott. 1938 és 1945 között ismét Magyarország része. 1940-ben Bars és Hont k.e.e. vármegye része lett. Kis- és Nagymánya községeket 1962-ben egyesítették.

## Népessége
1880-ban 672 lakosából 504 magyar, 103 szlovák, 34 német és 31 ismeretlen anyanyelvű volt; 350 római katolikus, 269 református és 53 zsidó élt a faluban.
1890-ben 773 lakosából 661 magyar, 81 szlovák, 3 német és 28 ismeretlen anyanyelvű; közülük 442 római katolikus, 282 református, 48 izraelita és 1 evangélikus vallású.
1900-ban 615 lakosából 524 magyar, 87 szlovák, 4 német nemzetiségű volt; ebből 349 római katolikus, 238 református, 22 izraelita és 6 evangélikus lakta a falut.
1910-ben 742 lakosából 568 magyar, 167 szlovák és 7 német; közülük 461 római katolikus, 251 református, 27 izraelita, 1-1 görögkatolikus, ortodox és evangélikus felekezetű.
1919-ben 770 lakosából 585 magyar, 106 csehszlovák, 67 egyéb és 12 német nemzetiségű; ebből 505 római katolikus, 246 református, 13 zsidó, 5 evangélikus és 1 görögkatolikus vallású.
1921-ben 425 magyar és 317 csehszlovák lakosa volt.
1930-ban 437 magyar és 299 csehszlovák lakosa volt.
1941-ben 579 magyar és 148 szlovák lakta.
1945 után magyar lakosságának 60%-át deportálták, helyükre szlovákok érkeztek.
1970-ben Mánya 2597 lakosából 50 magyar és 2539 szlovák volt.
1980-ban Mánya 2482 lakosából 17 magyar és 2446 szlovák volt. 
1991-ben Mánya 2202 lakosából 2142 szlovák és 26 magyar.
2001-ben Mánya 2108 lakosából 2075 szlovák és 17 magyar volt.
2011-ben Mánya 2112 lakosából 1992 szlovák és 3 magyar.

## Híres emberek
- Itt született 1835. november 14-én Dömötör László jogász, ügyvéd, méhészeti szakíró.

## Nevezetességei

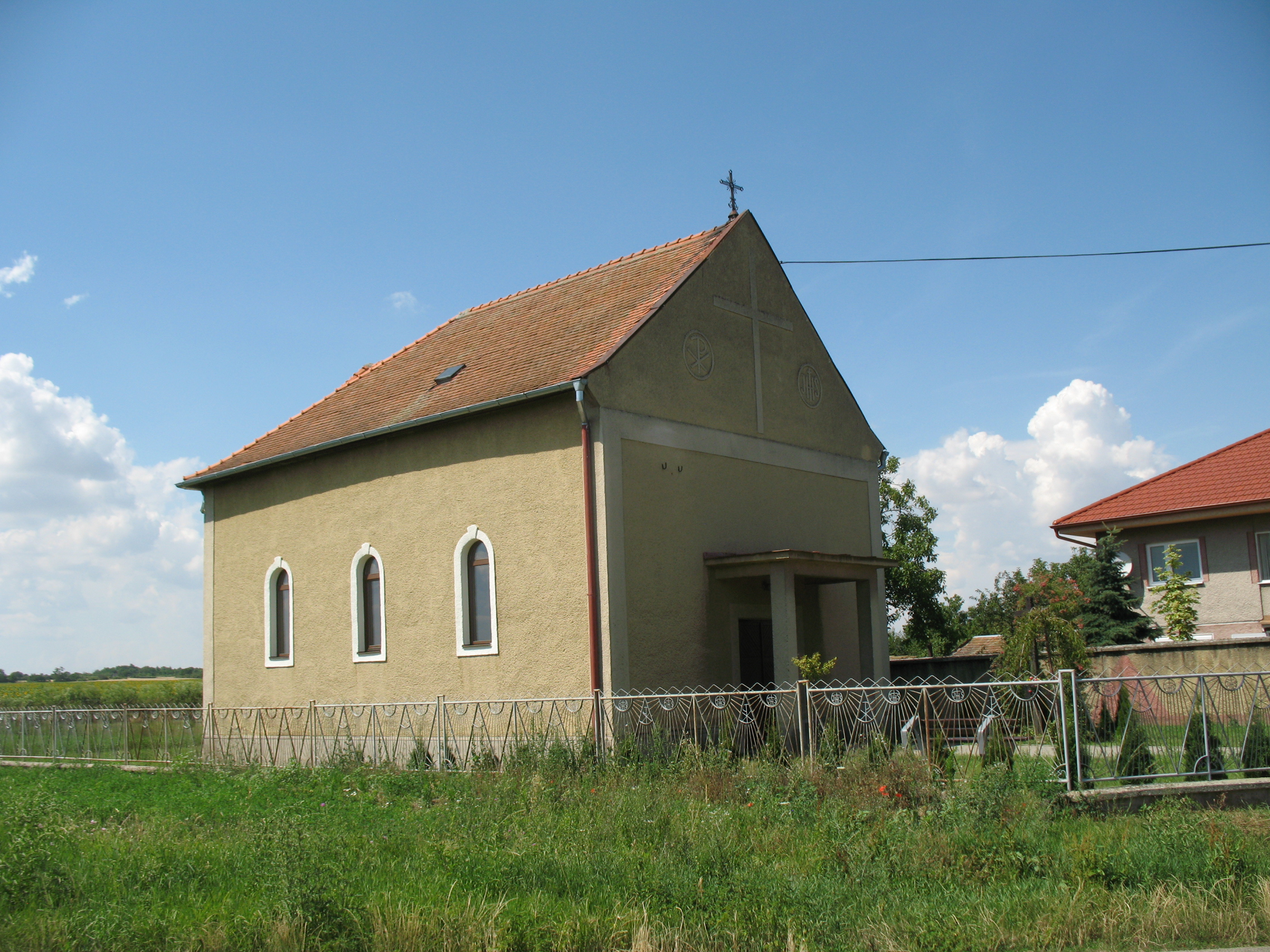
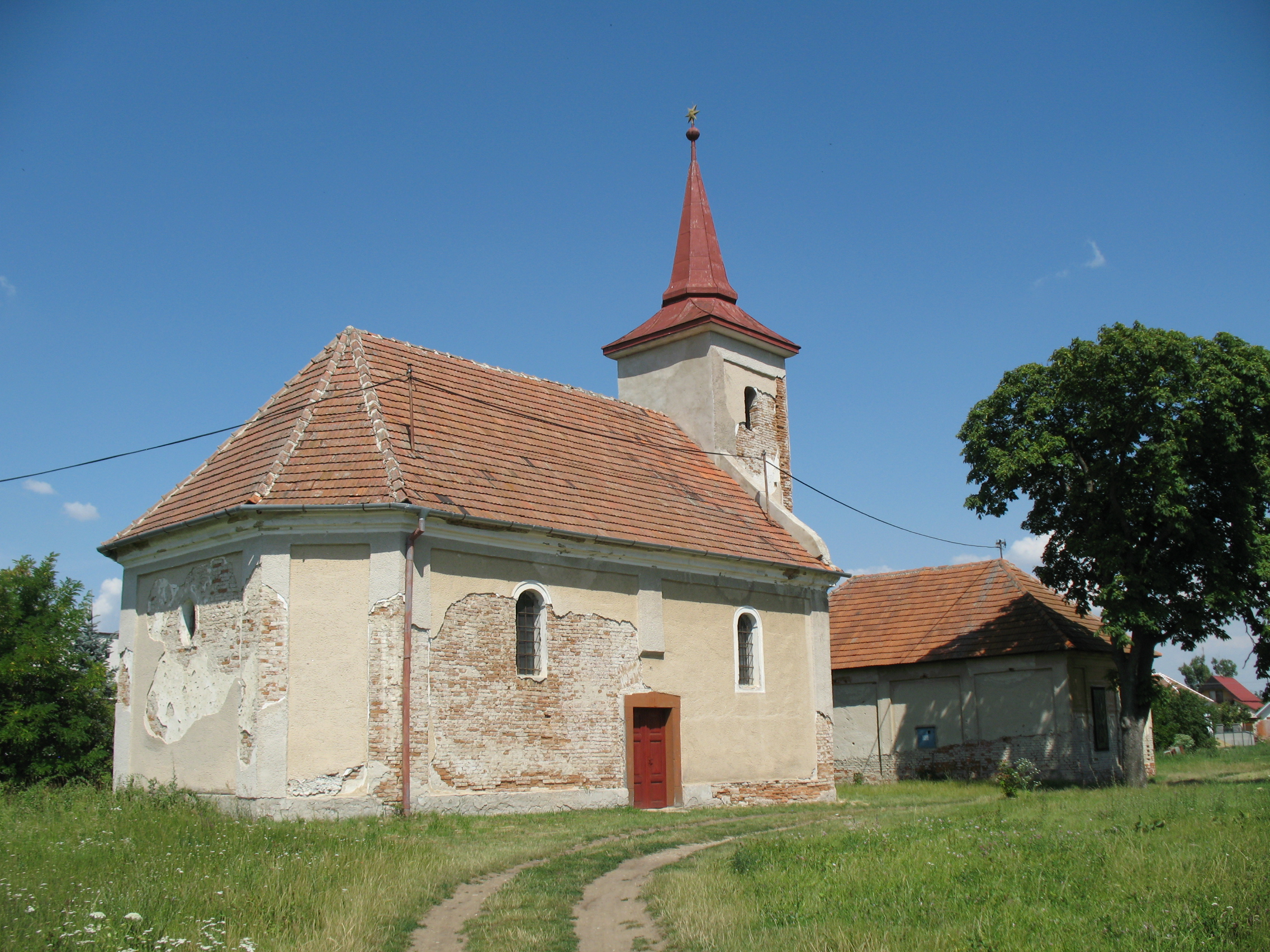
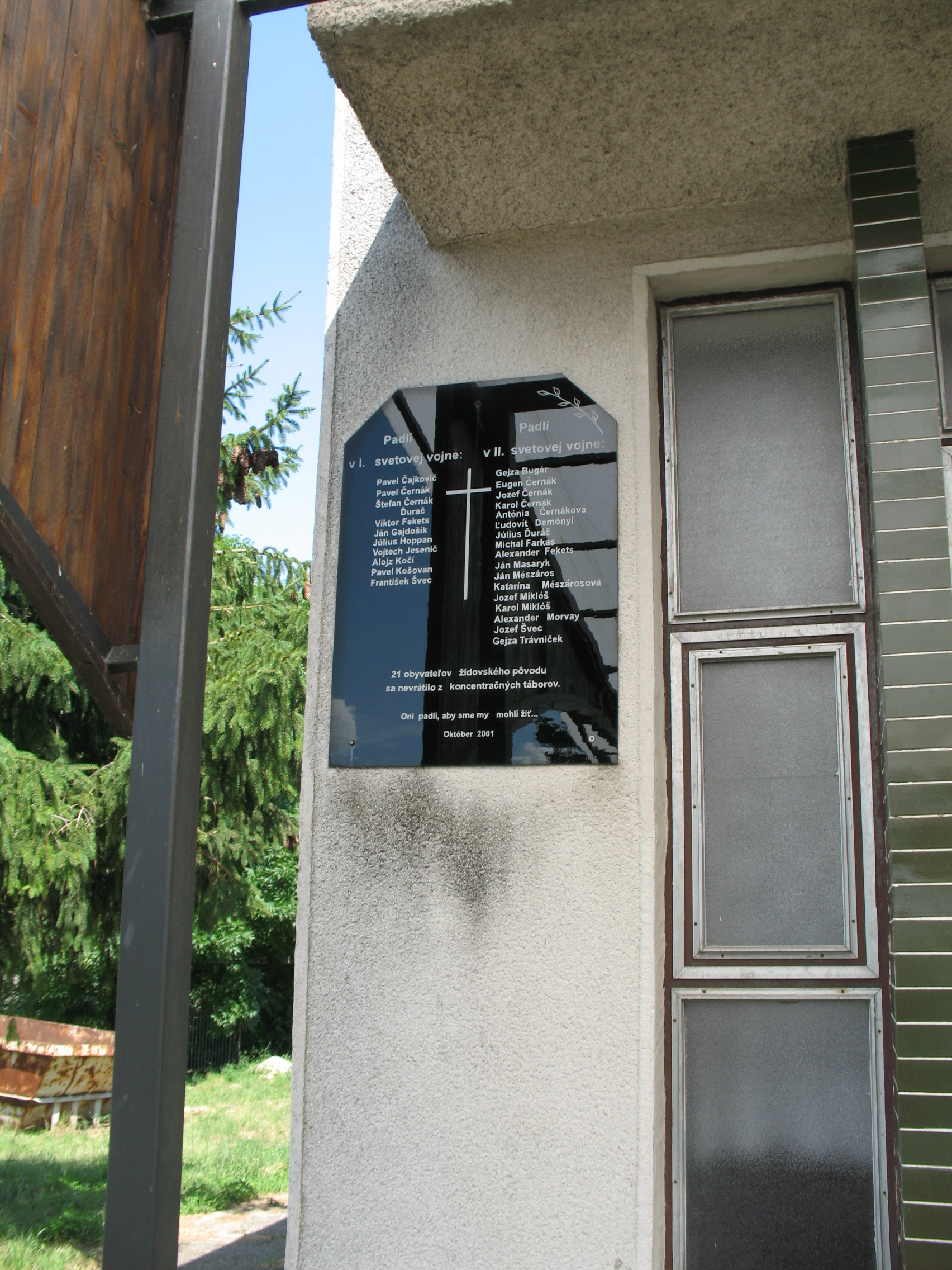
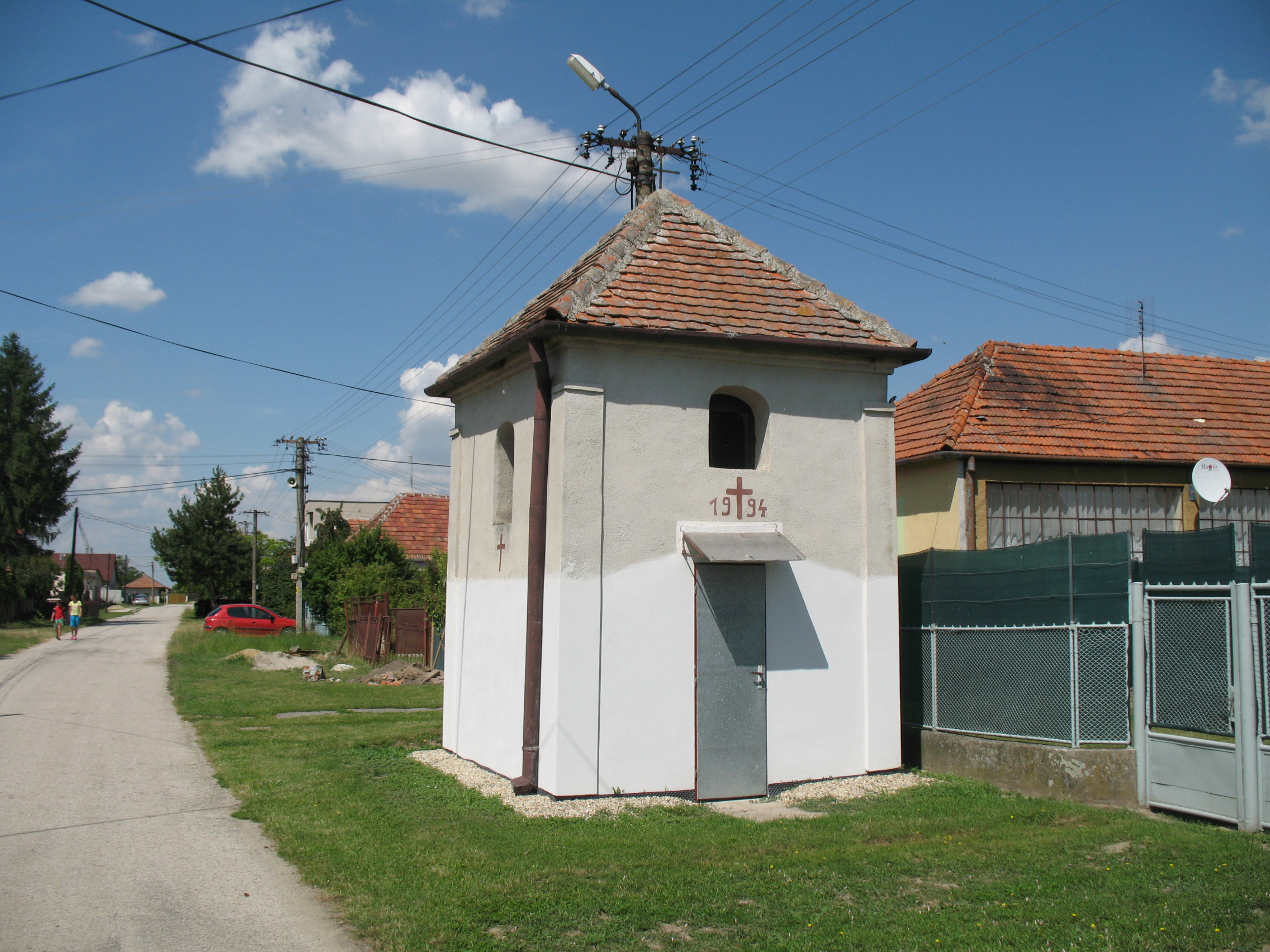
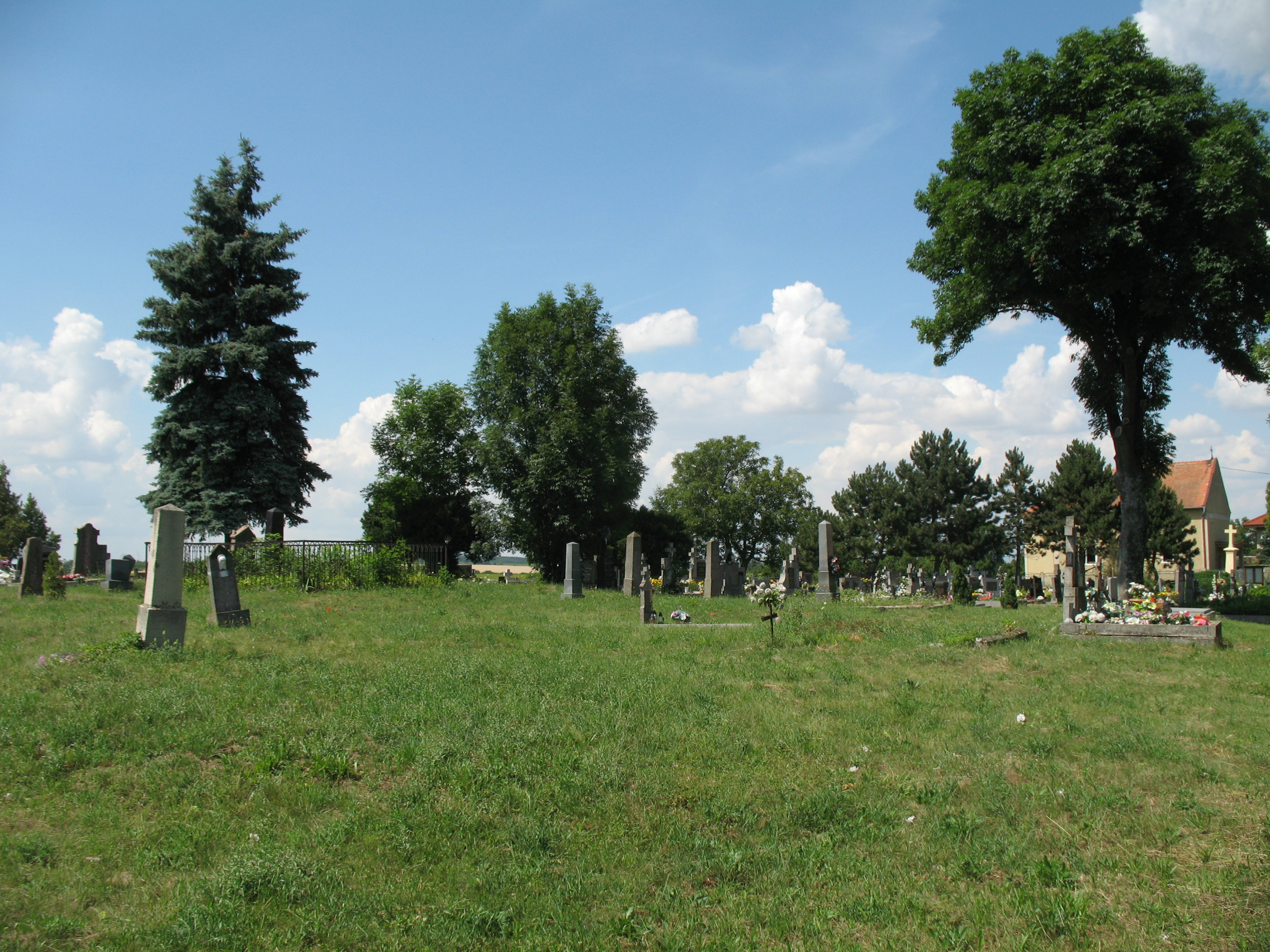

## Külső hivatkozások
- Községinfó
- Tourist-channel.sk
- Kismánya Szlovákia térképén
- E-obce.sk Archiválva 2022. augusztus 9-i dátummal a Wayback Machine-ben